# Bangladeschische Frauen-Cricket-Nationalmannschaft
Die bangladeschische Frauen-Cricket-Nationalmannschaft (bengalisch বাংলাদেশ জাতীয় মহিলা ক্রিকেট দল) vertritt Bangladesch als Frauen-Nationalmannschaft auf internationaler Ebene in der Sportart Cricket. Das Team wird vom Bangladesh Cricket Board (BCB) geleitet und ist seit 2021 Vollmitglied im International Cricket Council. Die Mannschaft besitzt somit WTeststatus.
Das Team nimmt seit 2007 an internationalen Frauen-Cricket-Wettbewerben teil. Seit November 2011 haben sie WODI-Status. 2014 nahmen sie erstmals als Gastgeberinnen mit dem ICC Women’s T20 World Cup an einem Weltturnier teil. Mit dem Sieg beim Asia Cup 2018 gewann Bangladesch sein erstes internationales Turnier. Im Jahr 2022 folgte erstmals die Qualifikation für den Women’s Cricket World Cup.

## Geschichte

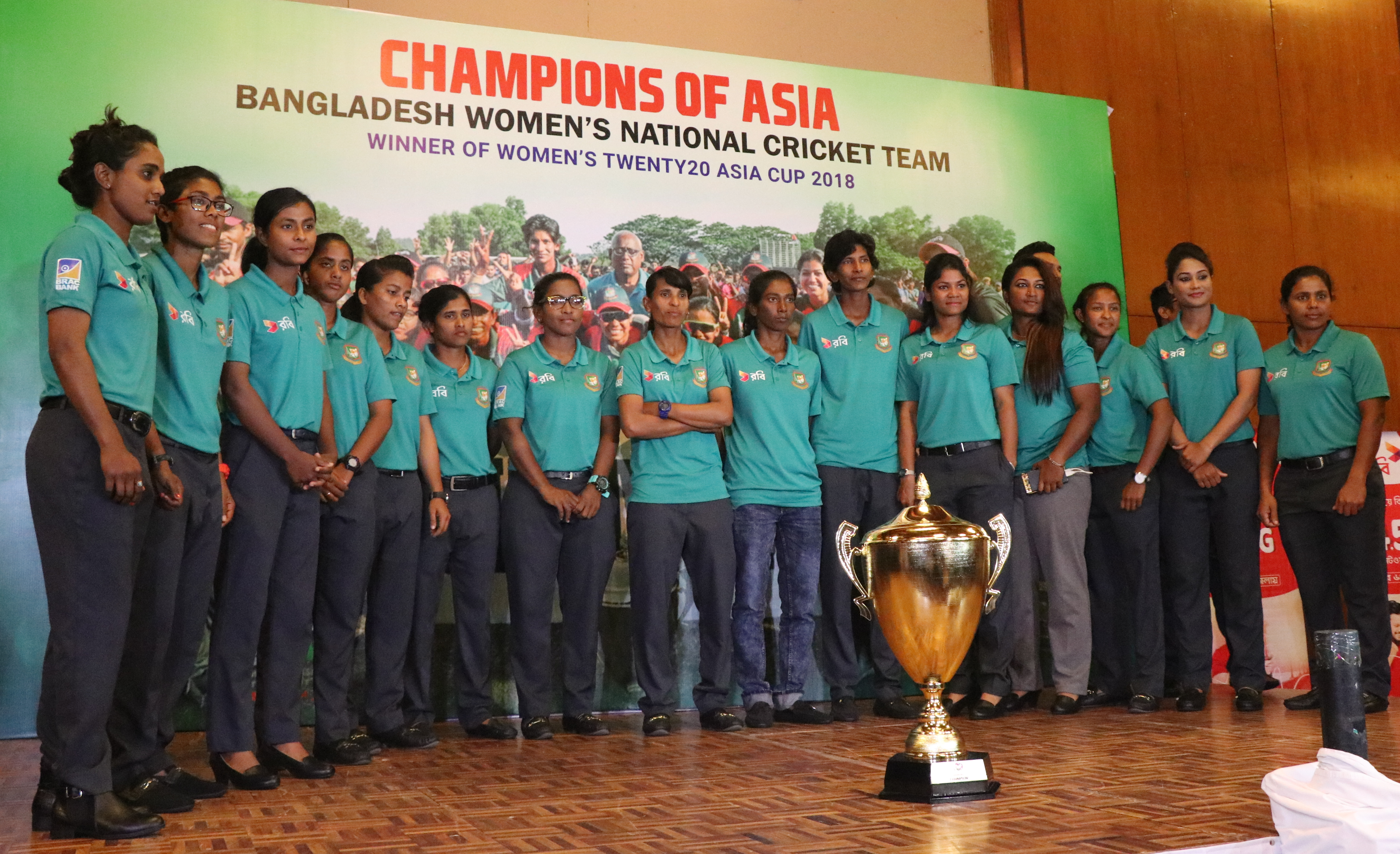
Die bangladeschische Cricket-Nationalmannschaft der Frauen 2018 bei der Siegesfeier des Asia Cups

Erste Turnierteilnahmen erfolgten ab 2008 beim Women’s Asia Cup und den Asienspielen. Bei letzterem gelang der Mannschaft bei den Austragungen 2010 und 2014 Silber zu gewinnen. Beim Asia Cup erreichten sie bei der Ausgabe 2012 ins Halbfinale einzuziehen. 2018 konnten sie das Turnier erstmals für sich entscheiden. Dieser Sieg war deshalb von besonderer Bedeutung, als der Asia Cup bis dato fest in indischen Händen war. Das Bangladesh Cricket Board entschied sich, diesen Erfolg mit einem zusätzlichen Preisgeld von 2 Millionen Taka für das Team zu belohnen. Biren Skider, Minister für Jugend und Sport, versprach den Aufbau einer speziellen Trainingsakademie für die Mannschaft. Das Team stand Mitte 2018 auf Platz neun der Weltrangliste. Durch Austragung des ICC Women’s World Twenty20 2014 konnten sie sich erstmals für die Twenty20-Weltmeisterschaft qualifizieren. Dabei schieden sie jedoch wie bei den folgenden drei Ausgaben (2016, 2018, 2020) jeweils in der Vorrunde aus. Beim Women’s Cricket World Cup gelang es dem Team sich erstmals in der Qualifikation für den Women’s Cricket World Cup 2022 zu qualifizieren. Aber auch dort scheiterten sie in der Vorrunde wie im Jahr darauf beim ICC Women’s T20 World Cup 2023.

## Hintergrund
Cricket gehört zu den wichtigsten Sportarten in Bangladesch. Der Frauensport ist allerdings deutlich weniger entwickelt, als der Männersport. Es gibt bisher keine Regional- oder Nationalliga außerhalb Dhakas. Die Gehälter der Frauen in der Nationalmannschaft sind ebenfalls deutlich niedriger, als die ihrer männlichen Kollegen. Auch im Vergleich zu den Gehältern von Frauen anderer Nationalmannschaften sind die bangladeschischen Nationalspielerinnen im Rückstand. Über eine angemessene Förderung des Teams wird vor allem seit dem Gewinn des Asien Cups breit diskutiert.

## Organisation
Das Bangladesh Cricket Board (BCB) wurde 1972 nach der Unabhängigkeit Bangladeschs von Pakistan gegründet und ist verantwortlich für die Organisation des Cricket in Bangladesch. 1977 wurde es als assoziiertes Mitglied in den International Cricket Council (ICC) aufgenommen und 2000 wurde es Vollmitglied des ICC. 1983 war der bangladeschische Verband außerdem Gründungsmitglied der Asian Cricket Conference (ACC; heute Asian Cricket Council).
Das Bangladesh Cricket Board stellt die Bangladesch vertretenen Cricket-Nationalmannschaften, einschließlich der für die Männer, Frauen und Jugend, zusammen. Der Verband ist außerdem verantwortlich für die Durchführung von WODI- und WTwenty20-Serien gegen andere Nationalmannschaften sowie die Organisation von Heimspielen und -turnieren. Neben der Aufstellung des Teams ist er verantwortlich für den Kartenverkauf, der Gewinnung von Sponsoren und der Vermarktung der Medienrechte.
Kinder und Jugendliche werden bereits in der Schule an den Cricketsport herangeführt und je nach Interesse und Talent beginnt dann die Ausbildung. Wie andere Cricketnationen verfügt Bangladesch über eine U-19-Nationalmannschaft, die an der entsprechenden Weltmeisterschaft teilnimmt.

## Spielerinnen

### Spielerstatistiken
Insgesamt haben für Bangladesch 39 Spielerinnen WODIs und 45 Spielerinnen WTwenty20s gespielt. Im Folgenden sind die Spielerinnen aufgeführt, die für die bangladeschische Mannschaft die meisten Runs und Wickets erzielt haben.

#### Runs
| WODI                  | WODI                  | WODI                  | WODI                  | WTwenty20             | WTwenty20             | WTwenty20             | WTwenty20             |
| Spielerin             | Zeitraum              | WODIs                 | Runs                  | Spielerin             | Zeitraum              | WTwenty20s            | Runs                  |
| --------------------- | --------------------- | --------------------- | --------------------- | --------------------- | --------------------- | --------------------- | --------------------- |
| Fargana Hoque         | 2011–heute            | 76                    | 1.881                 | Nigar Sultana         | 1985–heute            | 109                   | 2.162                 |
| Nigar Sultana         | 2015–heute            | 58                    | 1.317                 | Fargana Hoque         | 2012–2023             | 084                   | 1.253                 |
| Sharmin Akhter        | 2011–heute            | 46                    | 1.129                 | Murshida Khatun       | 2018–heute            | 052                   | 0947                  |
| Rumana Ahmed          | 2011–2022             | 50                    | 0963                  | Rumana Ahmed          | 2012–heute            | 087                   | 0866                  |
| Ritu Moni             | 2012–heute            | 49                    | 0560                  | Shamima Sultana       | 2014–2023             | 064                   | 0864                  |
| Stand: 9. August 2025 | Stand: 9. August 2025 | Stand: 9. August 2025 | Stand: 9. August 2025 | Stand: 9. August 2025 | Stand: 9. August 2025 | Stand: 9. August 2025 | Stand: 9. August 2025 |

#### Wickets
| WODI                  | WODI                  | WODI                  | WODI                  | WTwenty20             | WTwenty20             | WTwenty20             | WTwenty20             |
| Spielerin             | Zeitraum              | WODIs                 | Wickets               | Spielerin             | Zeitraum              | WTwenty20s            | Wickets               |
| --------------------- | --------------------- | --------------------- | --------------------- | --------------------- | --------------------- | --------------------- | --------------------- |
| Nahida Akter          | 2015–heute            | 54                    | 69                    | Nahida Akter          | 2015–heute            | 94                    | 107                   |
| Salma Khatun          | 2011–2022             | 46                    | 52                    | Salma Khatun          | 2012–2023             | 95                    | 084                   |
| Rumana Ahmed          | 2011–2022             | 50                    | 50                    | Rumana Ahmed          | 2012–heute            | 87                    | 075                   |
| Jahanara Alam         | 2011–2023             | 52                    | 48                    | Fahima Khatun         | 2013–heute            | 92                    | 062                   |
| Khadija Tul Kubra     | 2011–2021             | 31                    | 42                    | Jahanara Alam         | 2012–heute            | 83                    | 060                   |
| Stand: 9. August 2025 | Stand: 9. August 2025 | Stand: 9. August 2025 | Stand: 9. August 2025 | Stand: 9. August 2025 | Stand: 9. August 2025 | Stand: 9. August 2025 | Stand: 9. August 2025 |

### Mannschaftskapitäninnen
Bisher haben insgesamt fünf Spielerinnen als Kapitänin für Bangladesch bei einem WODI fungiert und vier für ein WTwenty20.
| WODI | WODI          | WODI       | WTwenty20     | WTwenty20  |
| Nr.  | Name          | Zeitraum   | Name          | Zeitraum   |
| ---- | ------------- | ---------- | ------------- | ---------- |
| 1    | Salma Khatun  | 2011–2015  | Salma Khatun  | 2012–2020  |
| 2    | Jahanara Alam | 2016       | Jahanara Alam | 2014–2016  |
| 3    | Rumana Ahmed  | 2017–2019  | Rumana Ahmed  | 2016       |
| 4    | Fahima Khatun | 2021–2021  | Nigar Sultana | 2022–heute |
| 5    | Nigar Sultana | 2021–heute |               |            |

## Bilanz
Die Mannschaft hat die folgenden Bilanzen gegen die anderen Vollmitglieder des ICC im ODI- und WTwenty20-Cricket (Stand: 9. August 2025).
| Gegner      | WTests | WTests | WTests | WTests | WTests | WODIs | WODIs | WODIs | WODIs | WODIs | WTwenty20s | WTwenty20s | WTwenty20s | WTwenty20s | WTwenty20s |
| Gegner      | Sp.    | S      | U      | N      | R      | Sp.   | S     | U     | N     | NR    | Sp.        | S          | U          | N          | NR         |
| ----------- | ------ | ------ | ------ | ------ | ------ | ----- | ----- | ----- | ----- | ----- | ---------- | ---------- | ---------- | ---------- | ---------- |
| Australien  | 0      | 0      | 0      | 0      | 0      | 4     | 0     | 0     | 4     | 0     | 5          | 0          | 0          | 5          | 0          |
| England     | 0      | 0      | 0      | 0      | 0      | 1     | 0     | 0     | 1     | 0     | 4          | 0          | 0          | 4          | 0          |
| Indien      | 0      | 0      | 0      | 0      | 0      | 8     | 1     | 1     | 6     | 0     | 23         | 3          | 0          | 20         | 0          |
| Irland      | 0      | 0      | 0      | 0      | 0      | 10    | 7     | 0     | 1     | 2     | 14         | 8          | 0          | 6          | 0          |
| Neuseeland  | 0      | 0      | 0      | 0      | 0      | 4     | 0     | 0     | 2     | 2     | 5          | 0          | 0          | 5          | 0          |
| Pakistan    | 0      | 0      | 0      | 0      | 0      | 16    | 7     | 1     | 8     | 0     | 20         | 4          | 0          | 16         | 0          |
| Sri Lanka   | 0      | 0      | 0      | 0      | 0      | 3     | 0     | 0     | 2     | 1     | 13         | 3          | 0          | 10         | 0          |
| Südafrika   | 0      | 0      | 0      | 0      | 0      | 21    | 3     | 0     | 18    | 0     | 15         | 2          | 0          | 12         | 1          |
| West Indies | 0      | 0      | 0      | 0      | 0      | 5     | 1     | 0     | 4     | 0     | 7          | 0          | 7          | 0          | 0          |

## Internationale Turniere

### Women’s Cricket World Cup
- 1973: nicht startberechtigt
- 1978: nicht startberechtigt
- 1982: nicht startberechtigt
- 1988: nicht startberechtigt
- 1993: nicht startberechtigt
- 1997: nicht startberechtigt
- 2000: nicht startberechtigt
- 2005: nicht startberechtigt
- 2009: nicht startberechtigt
- 2013: nicht qualifiziert (Qualifikation)
- 2017: nicht qualifiziert (Qualifikation)
- 2022: Vorrunde (Qualifikation)
- 2025: qualifiziert
- 2029: noch ausstehend

### Women’s T20 World Cup
- 2009: nicht teilgenommen
- 2010: nicht teilgenommen
- 2012: nicht teilgenommen
- 2014: 9. Platz
- 2016: Vorrunde (Qualifikation)
- 2018: Vorrunde (Qualifikation)
- 2020: Vorrunde (Qualifikation)
- 2023: Vorrunde (Qualifikation)
- 2024: Vorrunde
- 2026: noch ausstehend
- 2028: noch ausstehend

### Women’s Asia Cup
- 2008 Vorrunde
- 2012: Halbfinale
- 2016: Vorrunde
- 2018: Sieg
- 2022: Vorrunde
- 2024: Halbfinale

### Asienspiele
- 2010: Finale
- 2014: Finale
- 2022: 3. Platz